# Stegania frixa
Stegania frixa là một loài bướm đêm trong họ Geometridae.